# مها الصغير
مها الصغير (1980-) مذيعة وإعلامية ومصممة أزياء مصرية ، وهي إبنة مصفف شعر نجوم الفن المصري الشهير محمد الصغير، إشتهرت بزواجها من الممثل المصري أحمد السقا.

## الحياة الشخصية
ولدت مها محمد عبد المنعم في العاصمة المصرية القاهرة وهي إبنة مصفف الشعر الشهير الراحل محمد الصغير، والذي كان كان من أبرز مصففي الشعر لنجوم الفن ، وقد حصلت على درجة البكالوريوس من كلية الإعلام والسياسة من الجامعة الأمريكية بالقاهرة ، وكانت تهوى القراءة في السياسة منذ صغرها ، ثم بدأت تميل إلى عالم الموضة ، فوالدها لم يُكمل تعليمه، وجاء من عائلة بسيطة، وكان حالمًا وطموحًا، وبدأ العمل ككوافير فحقق شهرة واسعة في المهنة ، وبسبب عمل والدها، تعرضت مها للتنمر في صغرها ، وقد كشفت في لقاء صحفي أن والديها انفصلا ثم عادا لبعضهما البعض قبل وفاة والدها بفترة قصيرة.

## حياتها الدراسية والمهنية
بعد حصولها علي بكالوريوس الإعلام والسياسة أعدت دراسة ماجستير في مجال السينما والفن التشكيلي ، وأكدت أن شغفها كان دائمًا في السينما، لكن والدها كان يخشى عليها من المجال ، وقد عملت مذيعة في قناة CBC، ومن أبرز أعمالها التلفزيونية برنامج «It’s Show Time» ، والمشاركة في تقديم برنامج «الستات ما يعرفوش يكدبوا» ، وقد ابتعدت عن الساحة الإعلامية لعدة سنوات وتفرغت لتربية أبنائها، قبل أن تعود مرة أخرى و تستأنف نشاطها الإعلامي ، وهي تمتلك علامة تجارية لحقائب جلد.

## الجدل
ظهرت مها الصغير في حلقة من برنامج "معكم منى الشاذلي"، وهو برنامج حواري شهير يُعرض على إحدى القنوات الفضائية العربية، حيث استعرضت خلال الحلقة مجموعة من لوحاتها الفنية التي تمثل أعمالها في مجال الرسم والتشكيل. وقد لاقت هذه الخطوة اهتمامًا واسعًا من جمهور الفن والمتابعين لماهية الفنانة وخبرتها في مجال الفن التشكيلي.
غير أن هذه المشاركة الفنية لم تمر دون جدل، إذ واجهت مها الصغير اتهامات مباشرة من إحدى الفنانات التشكيلية الدنماركيات، التي زعمت أن إحدى اللوحات المعروضة ضمن أعمال مها ليست من إبداعها، بل إنها مسروقة من أعمالها الأصلية. وقد انتشرت هذه الاتهامات بسرعة عبر وسائل التواصل الاجتماعي، مما أثار موجة من النقاش والجدل بين الجمهور والمتابعين، خاصةً في ظل حساسية موضوع حقوق الملكية الفكرية في الفن.
ردًا على هذه الاتهامات، أصدرت مها الصغير بيان اعتذار رسمي أوضح فيه أنها لم تكن تقصد بأي شكل من الأشكال الإساءة إلى الفنانة الدنماركية أو أي فنان آخر. وأضافت أنها كانت تعتقد أن اللوحة المعنية ضمن مجموعتها الخاصة، وربما حدث لبس أو سوء فهم في تصنيف الأعمال التي عرضتها. وأكدت مها على احترامها الكبير لحقوق الفنانين والمبدعين، معبرة عن أسفها لأي ضرر قد تكون سببتها دون قصد.

## حياتها الخاصة

### الزواج والأسرة
تزوجت من الفنان أحمد السقا عام 1999، بعد قصة حب بدأت حين تعارفا في سن 18 عامًا أثناء ممارسة رياضة الفروسية التي يشتركان في حبها، وأنجبت أول أطفالها وهي في سن 20 عامًا، ولديها ثلاثة أبناء: ياسين، وحمزة، ونادية، إلا أنه وفي منتصف عام 2025، فاجأ الفنان أحمد السقا جمهوره بمنشور عبر حسابه الشخصي بمواقع وسائل التواصل الاجتماعي قال فيه: "لكل من يتساءل .. أنا والسيدة مها محمد عبد المنعم منفصلين منذ ستة أشهر، وتم الطلاق رسمياً منذ شهرين تقريبا، وأعيش حاليًا لأولادي وعملي وأصدقائي المقربين وأمي وأختي، وكل تمنياتي لأم أولادي بالتوفيق والستر".

### مرضها
أصيبت عام 2010 بمرض مناعي أثر على رئتها، وصرحت بأنها تعاني أحيانًا من نوبات شديدة تستدعي دخول المستشفى، وأرجعت ذلك لأسباب وراثية متعلقة بالتوتر والضغط.